# Rožňavská kotlina
Rožňavská kotlina je geomorfologický celek na jihu východního Slovenska, část oblasti Slovenské rudohoří. Ze severu ji obklopují Volovské vrchy a Revúcká vrchovina, z jihu pak Slovenský kras. Středem kotliny protéká řeka Slaná. Nejvyšším bodem území je vrch Mních (654,6 m), nejnižší bod kotliny leží v místě, kde řeka Slaná opouští území kotliny (cca 245 m). Jediným městem ležícím v kotlině je Rožňava ležící v severní části kotliny.